# Lucy Scott
Lucy Scott, née le 19 janvier 1971, est une actrice anglaise.
Elle joue au théâtre, et à la télévision depuis 1993.
Mariée à l'acteur Alistair Petrie, elle a trois fils, dont deux jumeaux nés le 5 mars 2003.

## Biographie
Elle est surtout connue pour avoir interprété Charlotte Lucas, l'amie d'Elizabeth Bennet, dans Orgueil et Préjugés de 1995.
Elle apparaît ensuite dans le 1er épisode de The Inspector Lynley Mysteries (saison 2002). Elle joue dans Perks (avec Lucy Briers) en 2003, dans Seeds of Time, 3e épisode de Rosemary & Thyme (saison 2006). Sa dernière apparition est dans un épisode de Spooks (MI-5) la même année.